# Allenport (comté de Huntingdon, Pennsylvanie)
La census-designated place d’Allenport est située dans le comté de Huntingdon, dans le Commonwealth de Pennsylvanie, aux États-Unis. Sa population s’élevait à 648 habitants lors du recensement de 2010.